# Ansonia
Ansonia é um gênero de anfíbios da família Bufonidae.

## Distribuição
As vinte e cinco espécies do gênero se encontram na Tailândia, na Malásia, em Bornéu e nas Filipinas.

## Espécies
- Ansonia albomaculata Inger, 1960
- Ansonia echinata Inger & Stuebing, 2009
- Ansonia endauensis Grismer, 2006
- Ansonia fuliginea (Mocquard, 1890)
- Ansonia glandulosa (Iskandar & Mumpuni, 2004)
- Ansonia guibei Inger, 1966
- Ansonia hanitschi Inger, 1960
- Ansonia inthanon Matsui, Nabhitabhata & Panha, 1998
- Ansonia jeetsukumarani Wood, Grismer, Norhayati, and Senawi, 2008
- Ansonia khaochangensis Grismer, Wood, Aowphol, Cota, Grismer, Murdoch, Aguilar, and Grismer, 2016
- Ansonia kraensis Matsui, Khonsue, & Nabhitabhata, 2005
- Ansonia kyaiktiyoensis Quah, Grismer, Wood, Thura, Oaks, and Lin, 2019
- Ansonia latidisca Inger, 1966
- Ansonia latiffi Wood, Grismer, Norhayati, and Senawi, 2008
- Ansonia latirostra Grismer, 2006
- Ansonia leptopus (Günther, 1872)
- Ansonia longidigita Inger, 1960
- Ansonia lumut Chan, Wood, Anuar, Muin, Quah, Sumarli, and Grismer, 2014
- Ansonia malayana Inger, 1960
- Ansonia mcgregori (Taylor, 1922)
- Ansonia minuta Inger, 1960
- Ansonia muelleri (Boulenger, 1887)
- Ansonia penangensis Stoliczka, 1870
- Ansonia phuketensis Matsui, Khonsue, and Panha, 2018
- Ansonia pilokensis Matsui, Khonsue, and Panha, 2018
- Ansonia platysoma (Inger, 1960)
- Ansonia siamensis Kiew, 1985
- Ansonia smeagol Davies et al., 2016
- Ansonia spinulifer (Mocquard, 1890)
- Ansonia teneritas Waser et al., 2016
- Ansonia thinthinae Wilkinson, Sellas, and Vindum, 2012
- Ansonia tiomanica Hendrickson, 1966
- Ansonia torrentis Dring, 1983
- Ansonia vidua Hertwig, Min, Haas, and Das, 2014